# Сан-Бартоло-Койотепек
Сан-Бартоло-Койотепек (исп. San Bartolo Coyotepec) — город в мексиканском штате Оахака, административный центр одноимённого муниципалитета. Название происходит от языка науатль и означает «На холме койота». Город известен благодаря местному ремеслу — изготовлению керамики из чёрной глины («Барро Негро»; исп. Barro negro).

## История
Поселение существовало до колонизации. Во время первой испанской экспедиции в Оахаку в 1521 году оно было названо «San Jacinto Leóntepec», а позднее переименовано в Сан-Бартоло-Койотепек. Около 1532 года в городе построили католическую церковь. 
Сапотеки, коренные жители Сан-Бартоло-Койотепека, занимались гончарным делом в течение двух тысяч лет. Их изделия традиционно были матовыми и использовались для практических нужд, например, как сосуды для хранения и транспортировки воды. Однако в XX веке мастерица по имени Донья Роса Реаль Матео де Ньетополучили (1900–1980) стала обжигать керамику на более низких температурах и полировать её кварцем, благодаря чему изделия приобретали характерный блеск. Эта техника позволила ей создавать декоративные изделия, которые получили популярность среди туристов. Многие жители города тоже начали заниматься продажей керамики из чёрной глины.

## География
Город находится в часовом поясе UTC−6. Климат умеренный. Почва плодородная и способствует развитию сельского хозяйства.

## Экономика
Сельское хозяйство представлено выращиванием кукурузы, бобовых, тыквы и других овощей, а также разведением крупного рогатого скота, коз, лошадей, свиней и птицы. Значительная часть населения занимается торговлей изделиями из черной глины, такими как горшки, вазы, глиняные горшки, поильники и глиняные фигурки. В городе есть ремесленный рынок, несколько торговых центров и около 40 магазинов товаров повседневного спроса.

## Население
По данным на 2020 год, в городе проживали 4700 человек: 2490 женщин и 2210 мужчин. Коэффициент рождаемости составил 1.84 (детей на одну женщину). 80% жителей исповедуют католицизм. 8,45% являются представителями коренных народов. В городе распространён саачиланский сапотекский язык.

## Достопримечательности
- Государственный музей народного искусства Оахаки. В трёх залах этого музея представлены традиционные и современные работы.
- Ремесленный рынок. В центре города расположен рынок, где ремесленники продают различные изделия от ювелирных украшений до кухонной утвари и скульптур.
- Главная площадь и церковь XVI века. В городе сохранились исторические здания, в том числе церковь и ратуша[8].

## Галерея

Здания
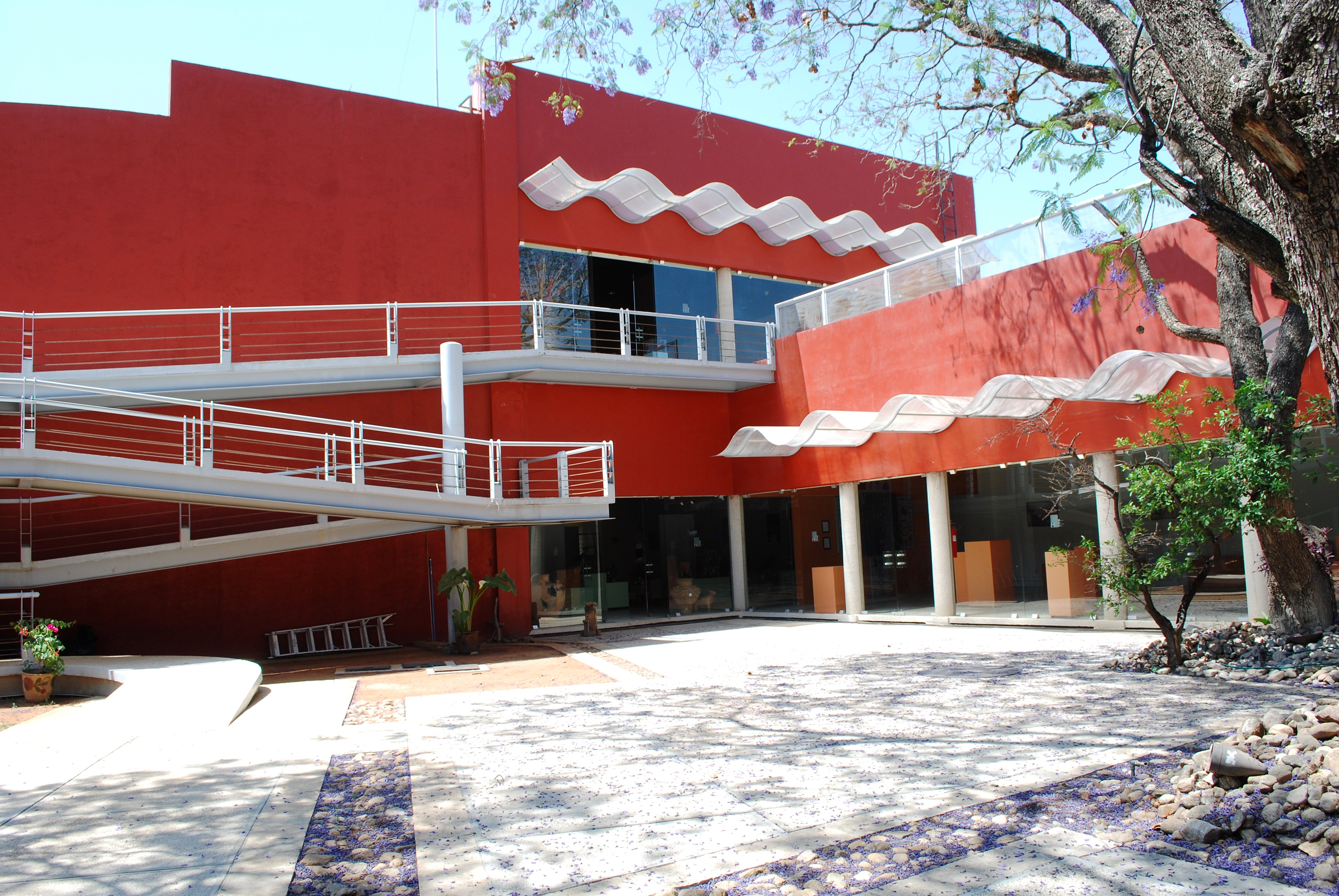
Государственный музей народного искусства Оахаки
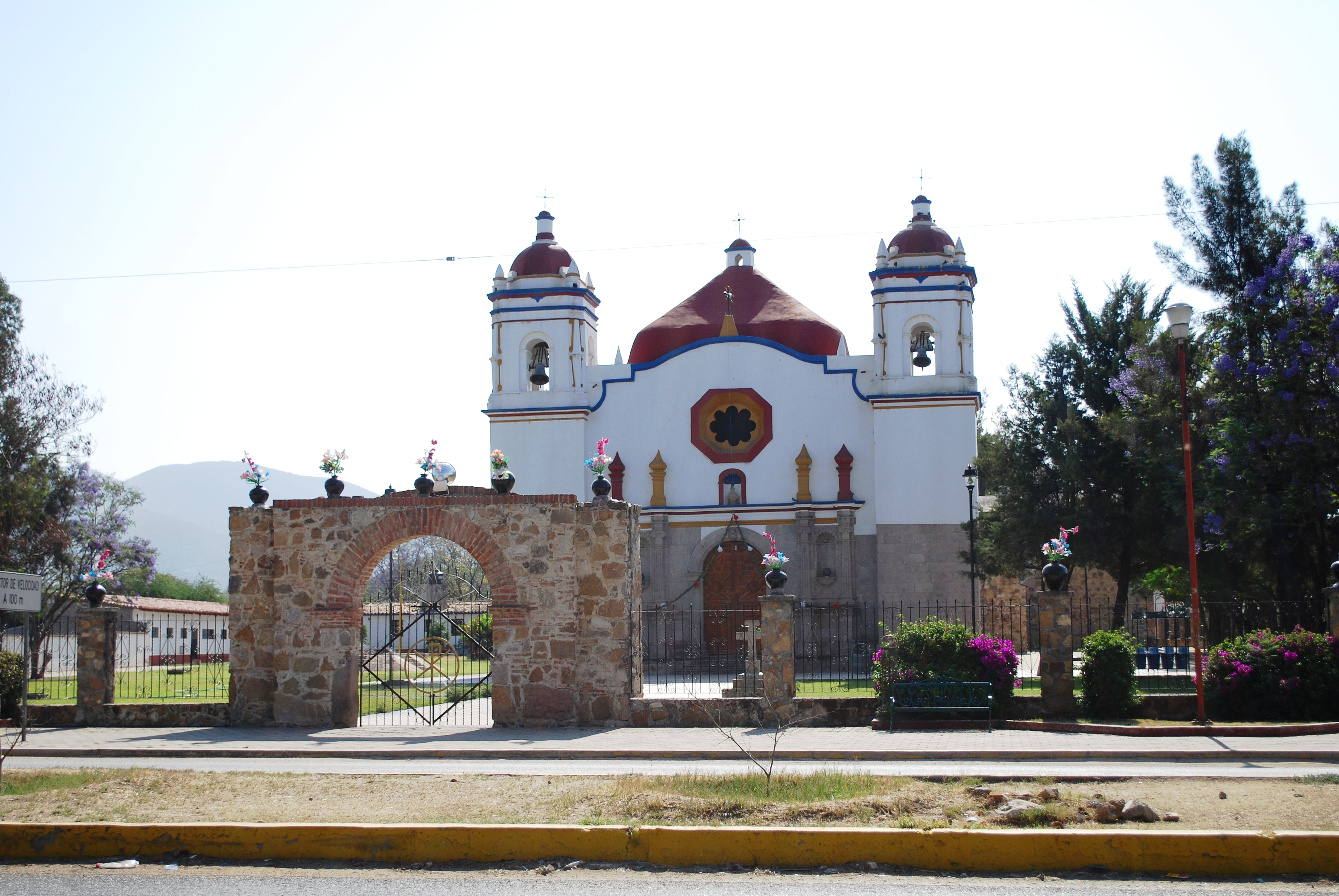
Приходская церковь Сан-Бартоло-Койотепек
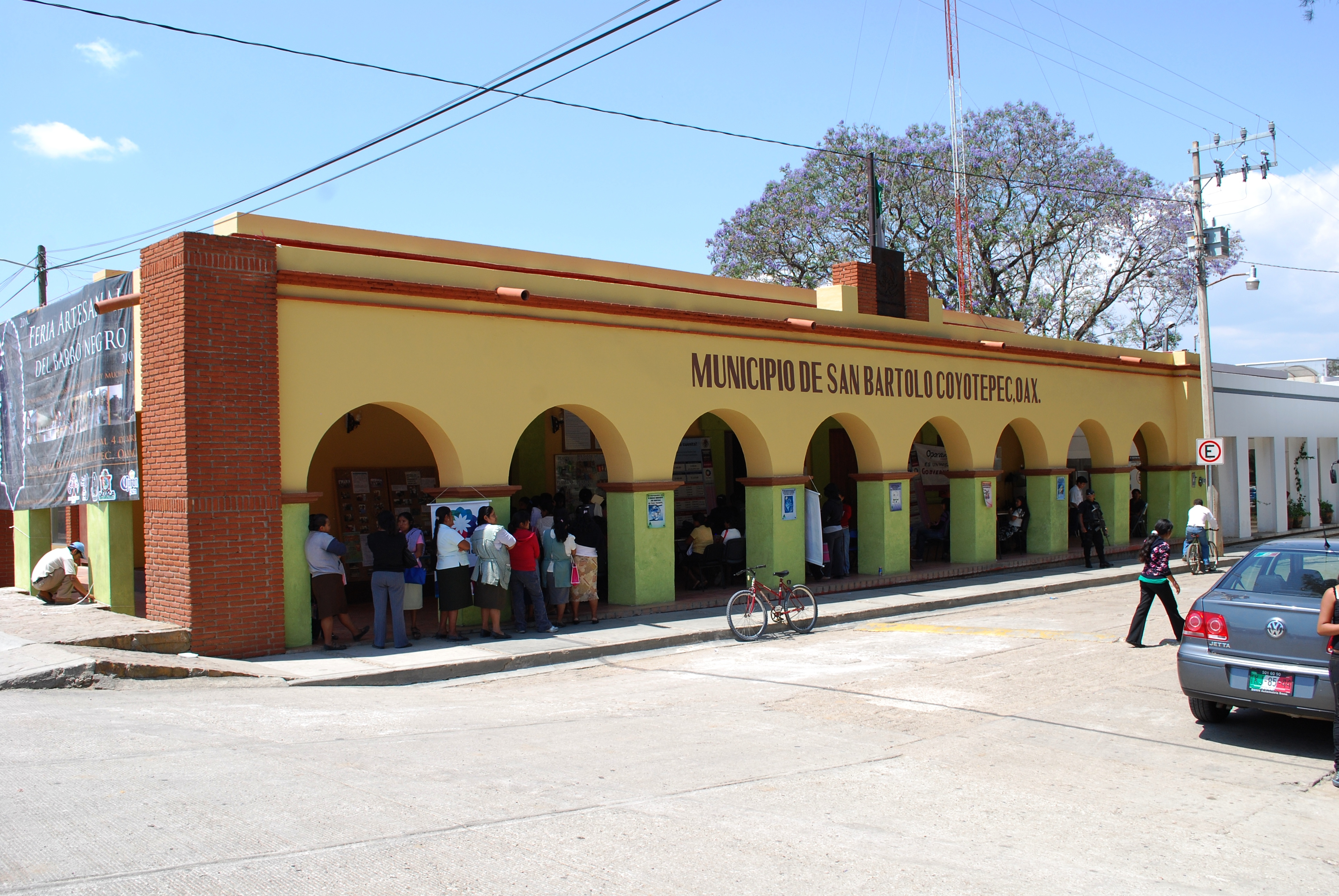
Муниципальный дворец Сан-Бартоло-Койотепек

Иcкусство
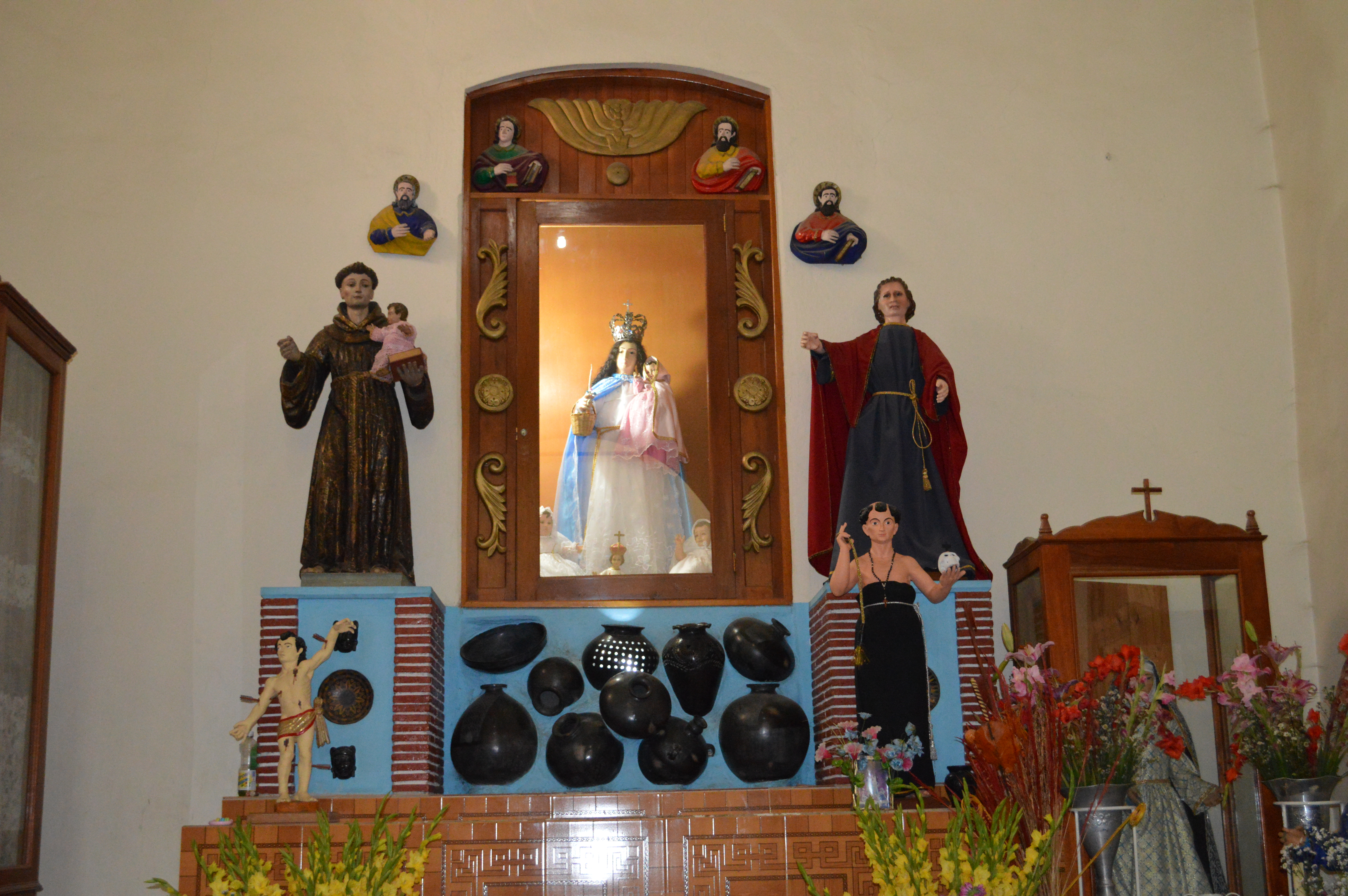
Алтарь в Приходской церкви Сан-Бартоло-Койотепек
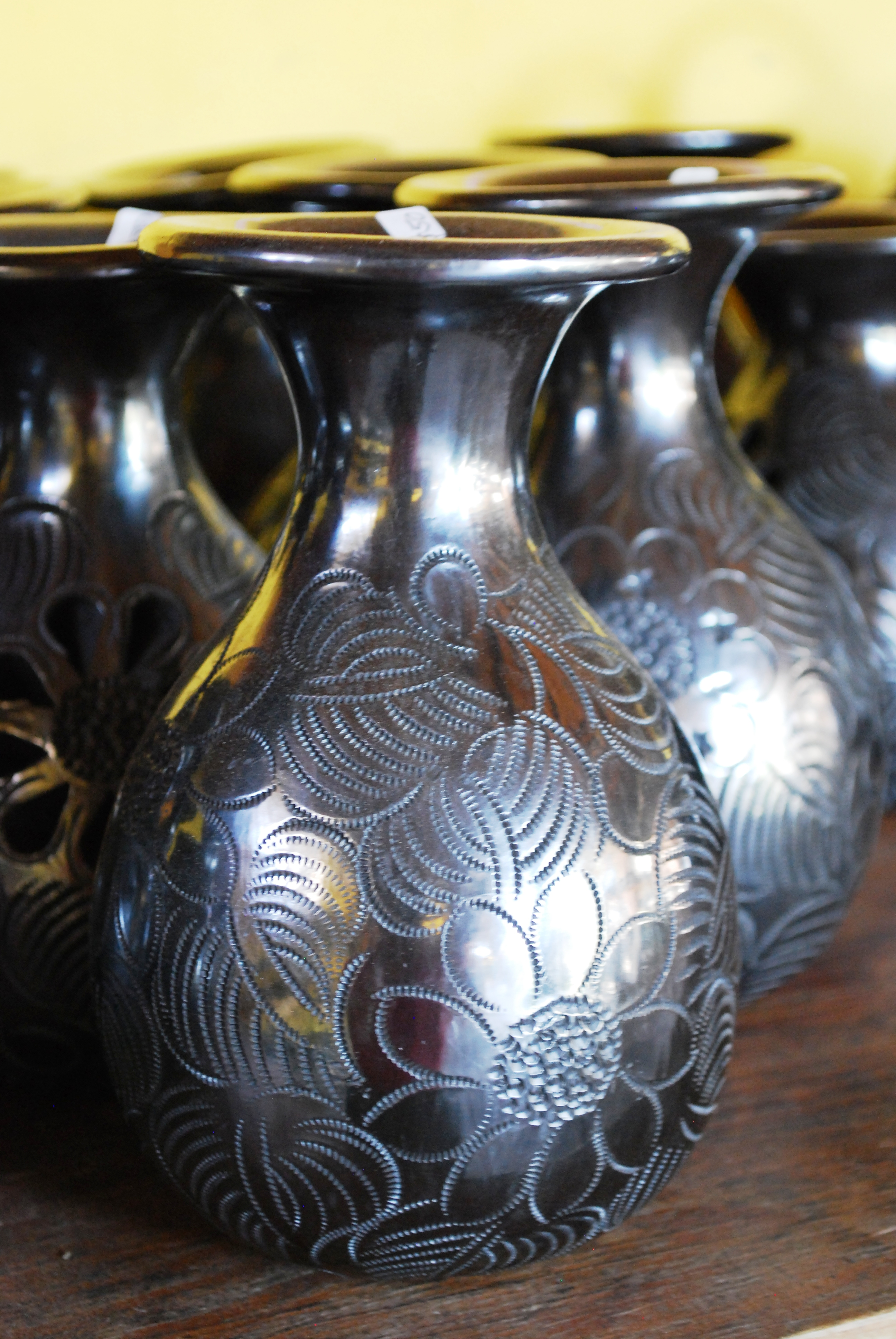
Вазы, продающиеся в мастерской Доньи Росы
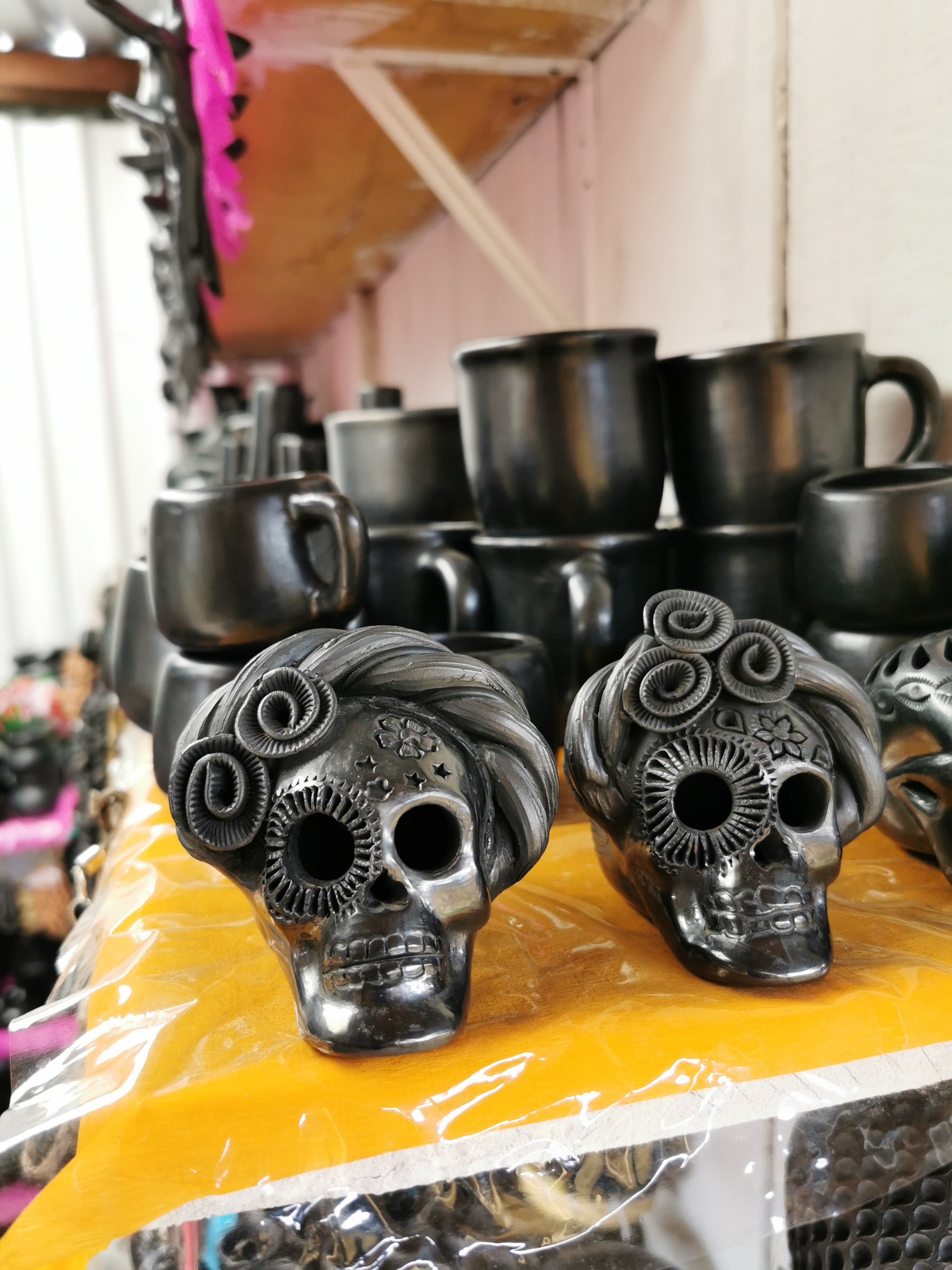
Фигурки из чёрной керамики
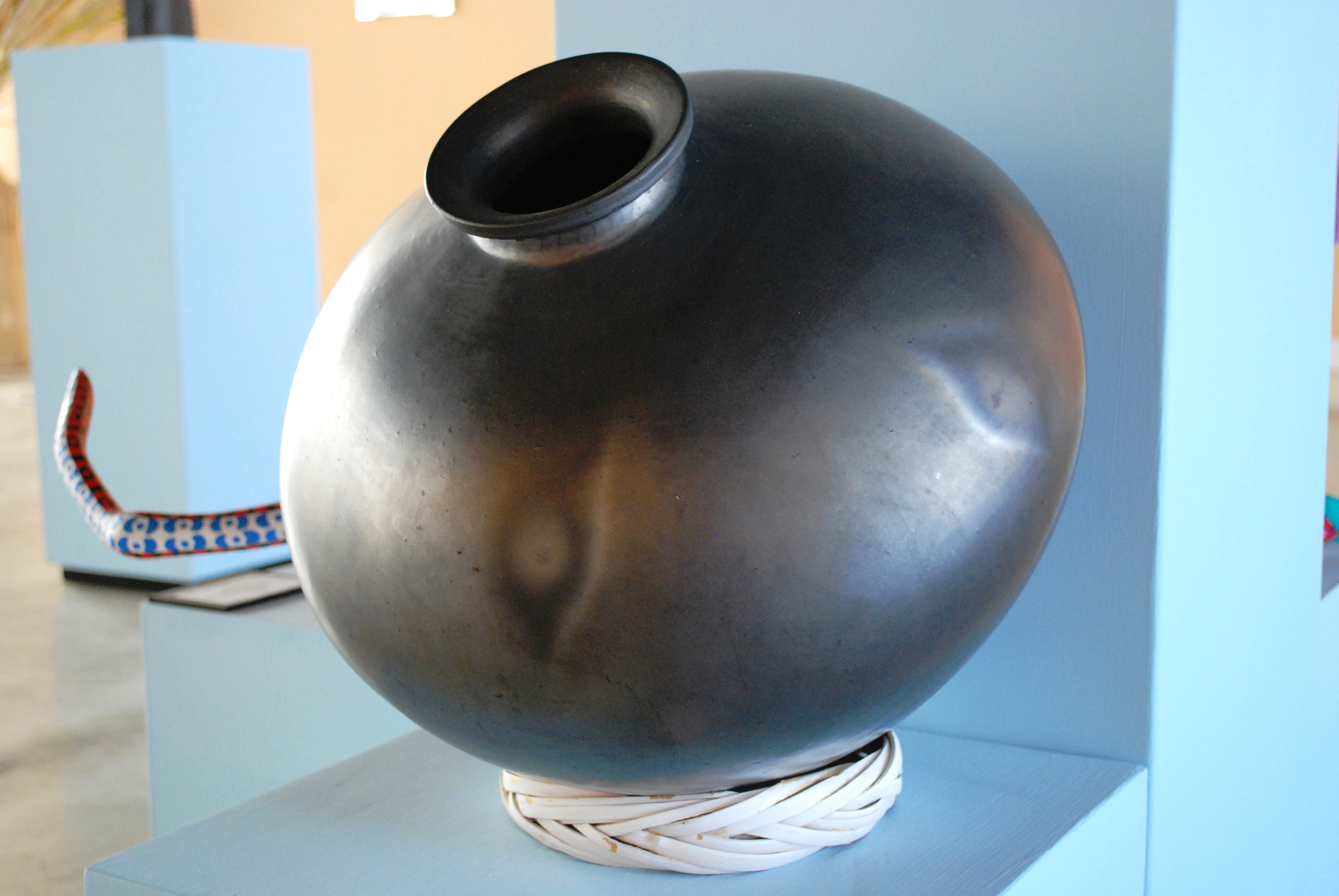
Кувшин из чёрной керамики в Государственном музее народного искусства Оахаки
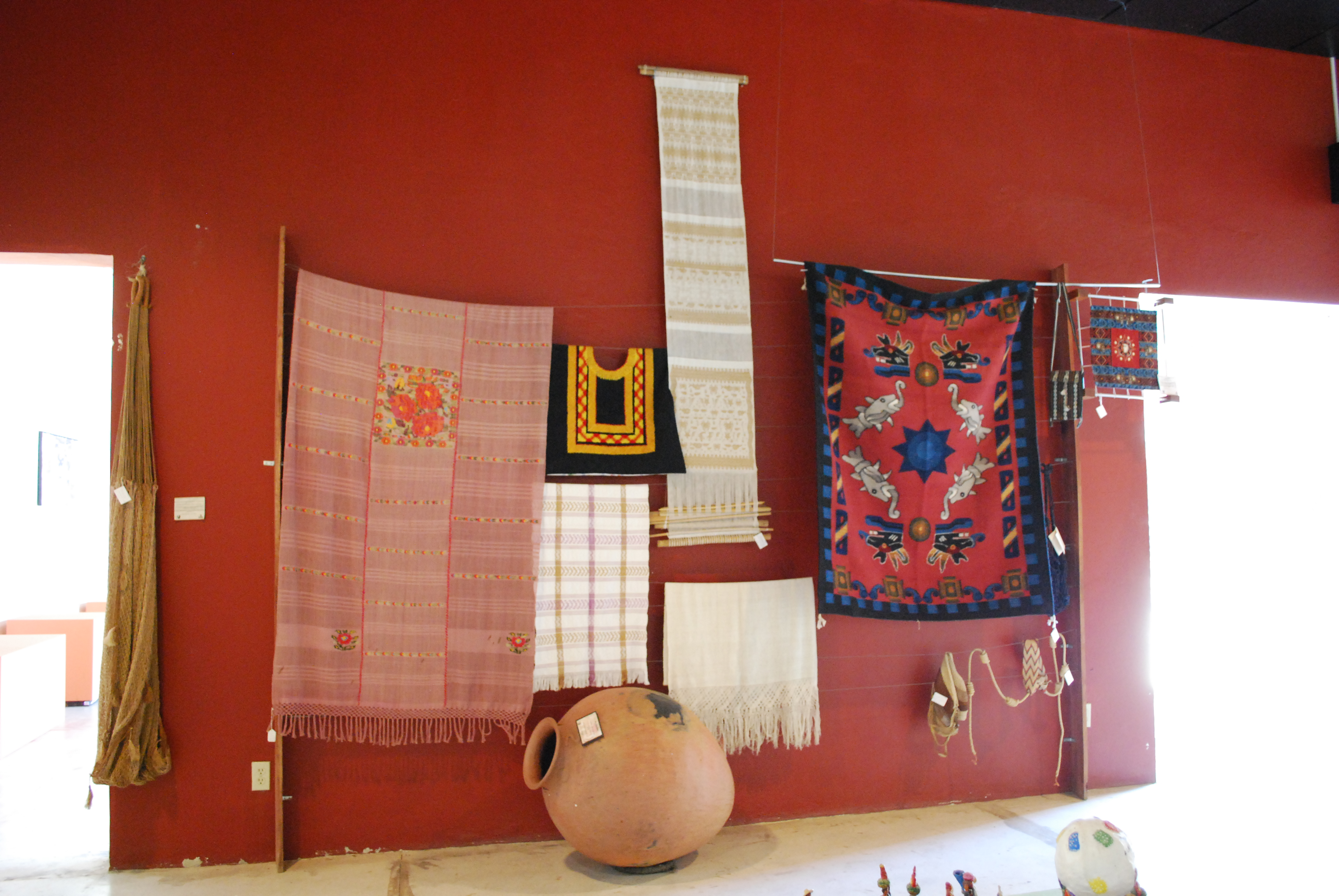
Местное текстильное искусство в Государственном музее народного искусства Оахаки